# نیم‌کره جنوبی

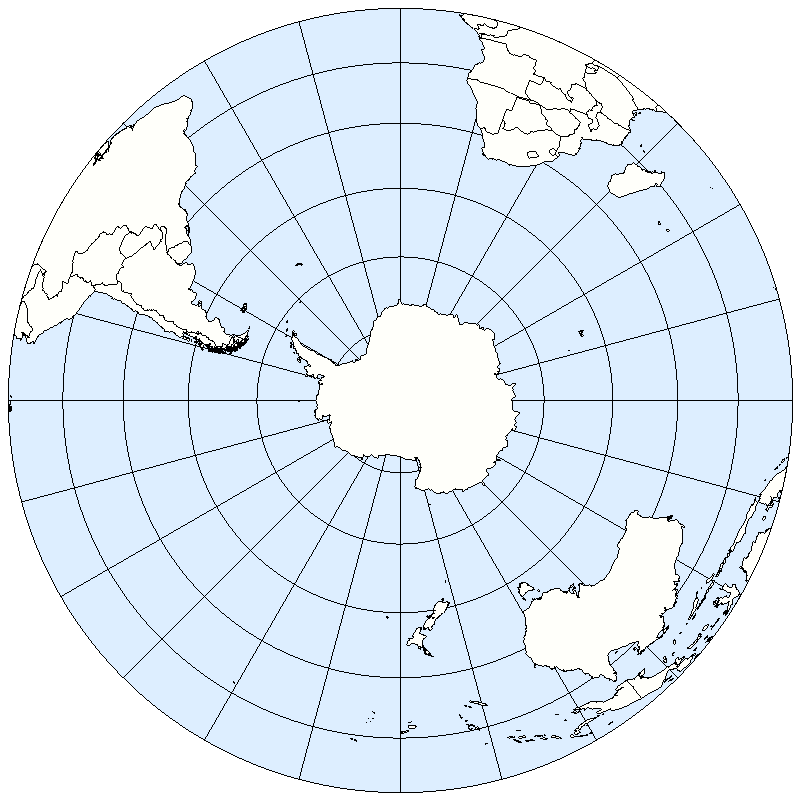
تصویر عمودی لامبرت از نیم‌کرهٔ جنوبی زمین

نیمکرهٔ جنوبی نیمی از سطح هر سیاره است که از استوای سیاره در طرف جنوب قرار دارد.
در نیمکرهٔ جنوبی زمین خشکی‌ها و جمعیت بسیار کمتر از نیمکرهٔ شمالی است.

## کشورهای نیم‌کره جنوبی

### کشورهای آفریقای
کاملاً در نیم‌کره جنوبی
- آفریقای جنوبی
- آنگولا
- بوتسوانا
- بوروندی
- تانزانیا
- رواندا
- زامبیا
- زیمبابوه
- سوازیلند
- سیشل
- کومور
- لسوتو
- ماداگاسکار
- مالاوی
- موریس (جزیره)
- موزامبیک
- نامیبیا

بیشتر در نیم‌کره جنوبی
- جمهوری دموکراتیک کنگو
- جمهوری کنگو
- گابن

قسمتی در نیم‌کره جنوبی
- اوگاندا
- سائوتومه و پرینسیپ
- سومالی
- کنیا
- گینه استوایی

### کشورهای آسیایی
کاملاً در نیم‌کره جنوبی
- تیمور شرقی

بیشتر در نیم‌کره جنوبی
- اندونزی

قسمتی در نیم‌کره جنوبی
- مالدیو

### کشورهای اقیانوسیه‌ای
کاملاً در نیم‌کره جنوبی
- نیوزلند
- استرالیا
- پاپوآ گینه نو
- تونگا
- نیوکالدونیا
- جزایر سلیمان
- ساموآ
- فیجی
- ناورو
- تووالو
- وانواتو

بیشتر در نیم‌کره جنوبی
- کیریباتی

### کشورهای آمریکای جنوبی
کاملاً در نیم‌کره جنوبی
- اوروگوئه
- آرژانتین
- بولیوی
- پاراگوئه
- پرو
- شیلی

بیشتر در نیم‌کره جنوبی
- اکوادور
- برزیل

قسمتی در نیم‌کره جنوبی
- کلمبیا